# Aglaomorpha splendens
Aglaomorpha splendens är en stensöteväxtart som först beskrevs av John Smith, och fick sitt nu gällande namn av Edwin Bingham Copeland. Aglaomorpha splendens ingår i släktet Aglaomorpha och familjen Polypodiaceae. Inga underarter finns listade.

## Bildgalleri

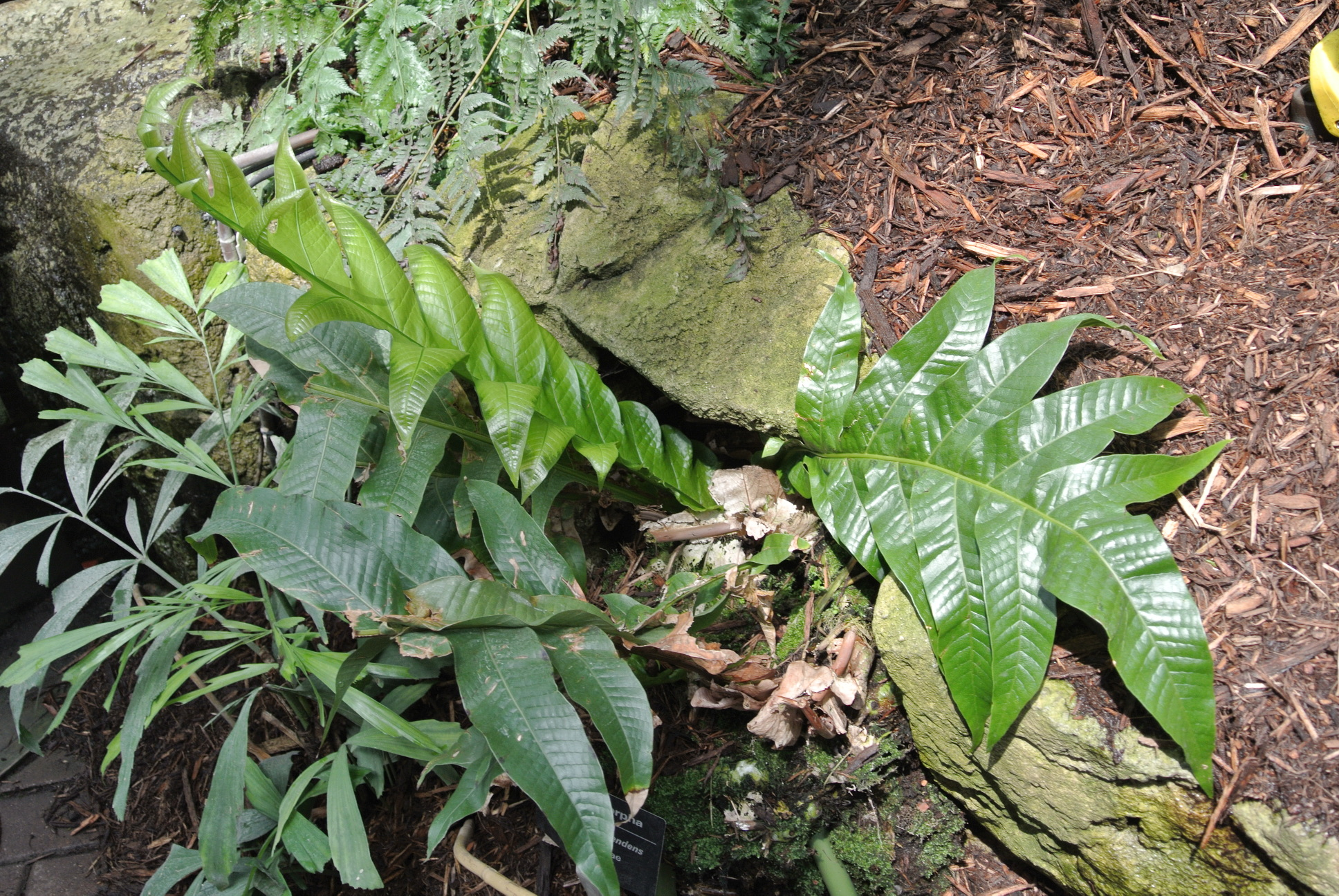